# Thomas Jech
Thomas J. Jech, né en 1944 à Prague, est un mathématicien spécialiste en théorie des ensembles qui a travaillé à l'université d'État de Pennsylvanie pendant plus de 25 ans. 
Il étudie à l'université de Prague (son directeur de thèse est Petr Vopěnka) et travaille à l'académie tchèque des sciences. 
Les travaux de Jech concernent également la logique mathématique, l'algèbre, l'analyse, la topologie et la théorie de la mesure.
Son manuel Set Theory, paru initialement en 1978 et révisé en 2003, a été considéré pendant des décennies comme l'ouvrage de référence en théorie des ensembles.

## Sélection de publications
- Lectures in Set Theory, With Particular Emphasis on the Method of Forcing, Springer-Verlag, coll. « Lecture Notes in Mathematics » (no 217), 1971  (ISBN 978-3540055648)
- The Axiom of Choice, North-Holland, 1973 (Dover, 2013 sur Google Livres)
- (avec Karel Hrbáček (en)) Introduction to Set Theory, Marcel Dekker, 1999, 3e éd.  (ISBN 978-0824779153)
- Multiple Forcing, Cambridge University Press, 1986  (ISBN 978-0521266598)
- (en) Set Theory, 3rd millennium ed., Berlin, Springer, coll. « Springer Monographs in Mathematics », 2003, 769 p. (ISBN 3-540-44085-2, lire en ligne)